# Amin Affane
Amin Affane (Angered, 21 januari 1994) is een Zweedse voetballer van Marokkaanse afkomst die onder contract staat bij de Engelse club Chelsea. Tijdens het seizoen 2012/13 kwam Affane op huurbasis uit voor Roda JC; na wangedrag vertrok de Zweed in maart 2013 vroegtijdig met wederzijdse instemming terug naar Chelsea.

## Carrière

### Jeugd
Amin Affane begon met voetballen bij de Zweedse club Lärje-Angereds IF. Op zijn zestiende werd de Zweed van Marokkaanse komaf opgemerkt door scouts van de Engelse grootmacht Chelsea FC. In de zomer van 2010 vertrok hij naar Londen. Hier doorliep hij een aantal jeugdelftallen.

### Roda JC Kerkrade
In de zomer van 2012 kwam er interesse vanuit Roda JC Kerkrade om de jonge vleugelspeler te lenen. De clubs kwamen er snel uit en niet veel later bleek ook Affane zijn jawoord te hebben gegeven. Roda JC Kerkrade bedong een optie tot koop op de huurling. Affane maakte zijn debuut tijdens de 3-0 gewonnen wedstrijd tegen Willem II, waarin hij direct een assist gaf op Krisztián Németh en werd verkozen tot Man of the Match. Op zondag 30 september 2012 maakte de jonge buitenspeler zijn eerste goal in het competitieduel tegen FC Groningen. In het seizoen 2012/13 eindigde het leencontract bij Kerkrade, maar ook bij Chelsea. Affane ging  daarop voor het seizoen 13/14 naar de Duitse tweedeklasser Energie Cottbus en tekende er een contract tot 2016.

### In Duitsland
De Zweed pendelde in het hele seizoen 13/14 tussen de eerste en de tweede ploeg van Cottbus en was er redelijk succesvol. In de zestien wedstrijden die hij speelde, maakte hij acht doelpunten. Cottbus degradeerde dat seizoen echter naar de 3. Liga en Affane verliet ondanks zijn contract tot 2016 Cottbus. Hij ging naar de tweede ploeg van VfL Wolfsburg in de Regionalliga, de Duitse vierde klasse waar hij in achttien wedstrijden negen keer wist te scoren. In het seizoen 2015/16 ging hij net voor het sluiten van de transfermarkt naar de tweedeklasser Arminia Bielefeld.

## Statistieken
| Seizoen | Club               | Land      | Competitie        | Wed. | Goals |
| ------- | ------------------ | --------- | ----------------- | ---- | ----- |
| 2011/12 | Chelsea FC         | Engeland  | Premier League    | 0    | 0     |
| 2012/13 | → Roda JC Kerkrade | Nederland | Eredivisie        | 15   | 1     |
| 2013/14 | FC Energie Cottbus | Duitsland | 2.Bundesliga      | 9    | 2     |
| 2014/15 | VfL Wolfsburg II   | Duitsland | Regionalliga Nord | 22   | 12    |
| 2015/16 | Arminia Bielefeld  | Duitsland | 2.Bundesliga      | 8    | 0     |
| 2015/16 | AIK Solna          | Zweden    | Allsvenskan       | 19   | 0     |
| 2016/17 | AIK Solna          | Zweden    | Allsvenskan       | 15   | 1     |
| 2017/18 | IFK Göteborg       | Zweden    | Allsvenskan       | 20   | 1     |
| 2018/19 | IFK Göteborg       | Zweden    | Allsvenskan       | 8    | 0     |
| 2018/19 | Örgryte IS (huur)  | Zweden    | Superettan        | 11   | 1     |
| 2019/20 | IFK Göteborg       | Zweden    | Allsvenskan       | 5    | 0     |
| Totaal  | Totaal             | Totaal    | Totaal            | 132  | 18    |